# Пильхыкайская даллия
Пильхыкайская да́ллия, или чёрная рыба Арктики, или пильхыкайская чёрная рыба (лат. Dallia delicatissima) — вид лучепёрых рыб рода даллий семейства щуковых.

## Описание
Найдена и описана голландским зоологом Смиттом и шведским учёным, исследователем Гренландии и других северных территорий Норденшельдом в 1881 году на Чукотке.
По виду похожа на амгуэмскую даллию, отличается от неё тем, что имеет необычную боковую линию, изогнутую над грудными плавниками, и светлую кайму по краям всех плавников кроме брюшных.
Достигает длины 20 см. Не имеет хозяйственного значения, но представляет научный интерес для криобиологических исследований.

## Распространение
Эндемичный вид Чукотки. Типовое местообитание — тундровые озера в районе Колючинской губы Чукотского полуострова возле мыса Дженретлен, озеро Пильхыкай (промерзающее, по-видимому, до дна) и безымянное озеро в верховьях реки Кальхеурервеем. Встречается также в бассейне реки Этурервеем.

## Образ жизни
Живёт в озёрах и мелких речках, впадающих в них. Поздней весной и в начале лета, в период размножения, может подниматься вверх по ручьям и речкам. Биология не изучена, но может быть сходна с биологией близких видов — чёрной даллии и амгуэмской даллии.